# Maristella Svampa
Maristella Svampa (Río Negro, 8 de mayo de 1961) es una investigadora y escritora argentina.

## Biografía
En 1984 obtuvo su licenciatura en Filosofía en la Universidad Nacional de Córdoba. En Francia obtuvo el Diplome d´Études Approfondies en Filosofía en la Université de Paris I (1988), y el Diplôme d´Études Approfondies en Historia (1988), en la Escuela de Estudios Superiores en Ciencias Sociales (École des Hautes Études en Sciences Sociales) de París. En esta última institución obtuvo también el doctorado en Sociología bajo la dirección de Daniel Pécaut (1992).
Se ha desempeñado como coordinadora del Instituto de Ciencias de la Universidad Nacional de General Sarmiento y de la revista Observatorio Social de América Latina (OSAL) del Consejo Latinoamericano de Ciencias Sociales (CLACSO).
Es Investigadora Superior del Conicet (Argentina) y profesora titular regular de la Universidad Nacional de La Plata.
Ha publicado una veintena de libros entre ensayos, investigaciones y novelas. Ha escrito numerosos artículos (algunos de ellos publicados en diarios como Le Monde diplomatique) y libros, enlazando su producción académica con su compromiso político con los movimientos sociales.[cita requerida] Fue miembro del grupo intelectual Plataforma (2012-2016), fuertemente crítico respecto del gobierno kirchnerista y en el cual también participaron Roberto Gargarella, Diana Kordon y Patricia Zangaro entre otros. Ha colaborado y publicado con sociólogos como Gabriel Kessler, Danilo Martuccelli y Denis Merklen. Recibió el diploma al mérito de los Premios Konex en 2006 y 2016 en el área de Humanidades, en 2014 en el área de Letras y en 2016 el Konex de Platino, en la disciplina Sociología. En 2018 fue investigadora invitada del CALAS en Guadalajara, donde publicó el ensayo Las fronteras del neoextractivismo en América Latina, el cual ha sido traducido al inglés, el portugués y el alemán.
En 2016 obtuvo el Premio Kónex de Platino en Sociología. En 2019 la Secretaría de Cultura de la Nación le otorgó el Premio Nacional de Ensayo Sociológico por su trabajo «Debates latinoamericanos. Indianismo, desarrollo, dependencia y populismo», un ensayo en el cual estuvo trabajando cinco años, a partir de la creación de la cátedra de Teoría Social Latinoamericana, en la UNLP.

## Publicaciones
- El dilema argentino: civilización o barbarie. De Sarmiento al revisionismo peronista (1ª edición). El Cielo por Asalto. 1993. ISBN 978-987-99239-9-3. (corregido y ampliado en 2006)
- La Plaza Vacía. Las transformaciones del peronismo (1ª edición). Losada. 1997. ISBN 978-950-03-7181-0. (en coautoría con Danilo Martuccelli)
- Desde abajo. La transformación de las identidades sociales (1ª edición). Biblos. 2000. ISBN 978-950-786-267-0. (reimpresión 2009)
- Los que ganaron. La vida en los countries y barrios privados (1ª edición). Biblos. 2001. ISBN 978-950-786-306-6.
- Entre la ruta y el barrio - La experiencia de las organizaciones piqueteras en la Argentina (1ª edición). Biblos. 2003. ISBN 978-950-786-370-7. (en coautoría con Sebastián Pereyra)
- Nuevos movimientos sociales y ONGs en la Argentina de la crisis (1ª edición). Centro de Estudios de Estado y Sociedad. 2003. ISBN 978-950-9572-23-2. (en coautoría Inés González Bombal y Pablo Bergel)
- La brecha urbana. Countries y barrios privados en Argentina (1ª edición). Capital Intelectual. 2004. ISBN 978-987-1181-10-0.
- La sociedad excluyente - La Argentina bajo el signo del neoliberalismo (1ª edición). Aguilar, Altea, Taurus, Alfaguara. 2005. ISBN 978-987-04-0232-9. (reimpresión 2012)
- Bolivia. Memoria, insurgencia y movimientos sociales (1ª edición). El Colectivo. 2007. ISBN 978-987-23514-7-2. (con Pablo Stefanoni)
- Gerard Althabe: Entre varios mundos. Reflexividad, conocimiento y compromiso (1ª edición). Prometeo Libros. 2008. ISBN 978-987-574-235-2. (con Valeria Hernández y Marc Augé)
- Cambio de época. Movimientos sociales y poder político (1ª edición). Siglo XXI Editores Argentina. 2008. ISBN 978-987-629-052-4.
- Las vías de la emancipación. Conversaciones con Álvaro García Linera (1ª edición). Consortium Book Sales & Dist. 2009. ISBN 9781921438448. (con Álvaro García Linera, Pablo Stefanoni, Franklin Ramírez)
- Minería transnacional, narrativas del desarrollo y resistencias sociales (1ª edición). Biblos. 2009. ISBN 978-950-786-709-5. (con Mirta A. Antonelli]
- Debatir Bolivia. Los contornos de un proyecto de descolonización (1ª edición). Aguilar, Altea, Taurus, Alfaguara. 2010. ISBN 978-987-04-1610-4. (con Pablo Stefanoni y Bruno Fornillo]
- Certezas, incertezas y desmesuras de un pensamiento político. Conversaciones con Floreal Ferrara (1ª edición). Biblioteca Nacional. 2010. ISBN 978-987-1741-00-7. (Floreal Antonio Ferrara fue un médico sanitarista alineado con las ideas de Ramón Carrillo)
- Balance y Perspectivas. Intelectuales en el primer gobierno de Evo Morales (1ª edición). Le Monde diplomatique "el Diplo", Edición Boliviana. 2010. (en coautoría con Pablo Stefanoni y Bruno Fornillo)
- Maldesarrollo. La Argentina del extractivismo y el despojo (1ª edición). Katz. 2014. ISBN 978-987-1566-92-1. (con Enrique Viale)
- 20 mitos y realidades del fracking (1ª edición). El Colectivo. 2014. ISBN 978-987-1497-69-0. (con Pablo Bertinat, Enrique Viale, Roberto Ochandio y Eduardo D´Elia)
- Pensar la ciudad y el territorio en Patagonia desde una perspectiva latinoamericana - Relaciones de poder, conflictos y resistencias (1ª edición). Mandala Libros. 2015. ISBN 978-987-28683-3-8. (obra colectiva)
- Debates latinoamericanos: indianismo, desarrollo, dependencia, populismo (1ª edición). Edhasa. 2016. ISBN 978-987-628-400-4.(/publicado también en Perú y Bolivia)
- Del cambio de época al fin de ciclo (1ª edición). Edhasa. 2017. ISBN 978-987-628-444-8. Traducido al alemán: Epochenwechsel in Lateinamerika, Linkspopulismus, Rohstoffausbeutung und soziale Bewegungen Berlin: Unrast Verlag, marzo de 2020
- Las fronteras del neoextractivismo en América Latina (1ª edición). UNSAMedita. 2019. ISBN 978-987-4027-92-4.
- Neo-Extractivism Dynamics in Latin America, Socioenvironmental Conflicts, Territorial Turn, and New Political Narratives," Elements, Cambridge University Press, 2019, ISBN 978-1-108-70712-1
- Antropoceno. Lecturas Globales desde el Sur. 44 p. Facultad de Filosofía y Humanidades, Universidad Nacional de Córdoba, editorial Sofía Costurera, 2019.
- José Nun y las ciencias sociales. Aportes que perduran, Mariana Heredia, Sebastian Pereyra y Maristella Svampa, coordinadores, Buenos Aires, Biblos, noviembre de 2019 ISBN 978-987-691-747-6
- Development in Latin America, Challenges, Resistances, Future Directions, Haliefax-Winnipeg, Fernwood Publishing, octubre de 2019, ISBN 9781773632162
- As fronteiras do neoextrativismo na América Latina, Ed. Elefante, octubre de 2019, ISBN 978-85-93115-45-5
- Debates latino-americanos. Indianismo, Desenvolvimento, Dependência e Populismo, Editora Elefante (marzo de 2020)
- El colapso ecológico ya llegó. Una brújula para salir de los modelos de (mal)desarrollo (con Enrique Viale), Siglo XXI  (septiembre de 2020)

## Ficción
- Los reinos perdidos, Sudamericana (2005)
- Dónde están enterrados nuestros muertos, Edhasa (2012)
- El muro, Edhasa (2013)

## No ficción
Chacra 51. Retorno a la Patagonia en los tiempos del fracking, Sudamericana, 2018, ISBN 9789500761895